# Julien Talpin
 (août 2025).
Motif : Où sont les sources secondaires, centrées et indépendantes qui montrent que les critères d'admissibilité sont atteints ?
- Archive Wikiwix
- Bing
- Cairn
- DuckDuckGo
- E. Universalis
- Gallica
- Google
- G. Books
- G. News
- G. Scholar
- Persée
- Qwant
- (zh) Baidu
- (ru) Yandex
- (wd) trouver des œuvres sur Wikidata

| 1. | Préciser le motif de la pose du bandeau. | Précisez le motif de la pose du bandeau en utilisant la syntaxe suivante : {{admissibilité à vérifier\|date=août 2025\|motif=remplacez ce texte par le motif}}                     |
| 2. | Informer les utilisateurs concernés.     | Pensez à avertir le créateur de l'article, par exemple, en insérant le code ci-dessous sur sa page de discussion : {{subst:avertissement admissibilité à vérifier\|Julien Talpin}} |

Julien Talpin est sociologue, chercheur en science politique et directeur de recherche au CNRS. 
Il est directeur adjoint du Centre d’Etudes et Recherches Administratives Politiques et Sociales associé à l'Université de Lille. 
Ses recherches portent sur la participation politique et l'engagement dans les quartiers populaires. Il est l'auteur de plusieurs livres et articles scientifiques sur le sujet. 
Il est membre de l’Observatoire des libertés associatives. 

## Œuvre

### Sa thèse
Il défend sa thèse le 30 novembre 2007. Elle s'intitule « Schools of democracy. How ordinary citizens become competent in participatory budgeting institutions. ». Sa directrice de thèse est Donatella Della Porta. 

### Quartiers populaires
Ses travaux se concentrent sur la mobilisation dans les quartiers populaires. Il a notamment mené une étude éthnographique sur les quartiers populaires de Roubaix. 
Il travaille régulièrement avec l'Institut La Boétie. Il dirige notamment la rédaction de leur troisème ouvrage "Nouveau peuple, nouvelle gauche", sorti en 2025. Ce livre questionne le rapport entre les classes populaires et la gauche.

## Principales publications
- Mohammed Marwan, Julien Talpin, Communautarisme ?, Paris, PUF, 2018.
- Julien Talpin, Bâillonner les quartiers ; comment le pouvoir réprime les mobilisations populaires, Paris, Les Etaques, 2020.
- Julien Talpin, La colère des quartiers populaires : enquête socio-historique à Roubaix, Paris, PUF, 2024.
- Olivier Esteves, Alice Picard, Julien Talpin, La France, tu l'aimes mais tu la quittes : Enquête sur la diaspora française musulmane, Paris, Points, 2025.
- Julien Talpin (dir), Nouveau peuple, nouvelle gauche, Paris, Editions Amsterdam, Les livres de l'Institut La Boétie, 2025.